# Bristol (Dakota del Sur)
Bristol es una ciudad ubicada en el condado de Day en el estado estadounidense de Dakota del Sur. En el Censo de 2010 tenía una población de 341 habitantes y una densidad poblacional de 247,48 personas por km².

## Geografía
Bristol se encuentra ubicada en las coordenadas 45°20′39″N 97°44′40″O / 45.34417, -97.74444. Según la Oficina del Censo de los Estados Unidos, Bristol tiene una superficie total de 1.38 km², de la cual 1.35 km² corresponden a tierra firme y (1.88%) 0.03 km² es agua.

## Demografía
Según el censo de 2010, había 341 personas residiendo en Bristol. La densidad de población era de 247,48 hab./km². De los 341 habitantes, Bristol estaba compuesto por el 98.24% blancos, el 0% eran afroamericanos, el 0% eran amerindios, el 0% eran asiáticos, el 0% eran isleños del Pacífico, el 0.29% eran de otras razas y el 1.47% pertenecían a dos o más razas. Del total de la población el 1.47% eran hispanos o latinos de cualquier raza.